# Amphiophiura pomphophora
Amphiophiura pomphophora är en ormstjärneart som först beskrevs av Hubert Lyman Clark 1911.  Amphiophiura pomphophora ingår i släktet Amphiophiura och familjen fransormstjärnor. Inga underarter finns listade i Catalogue of Life.